# Heberto Padilla
Pour les articles homonymes, voir Padilla.

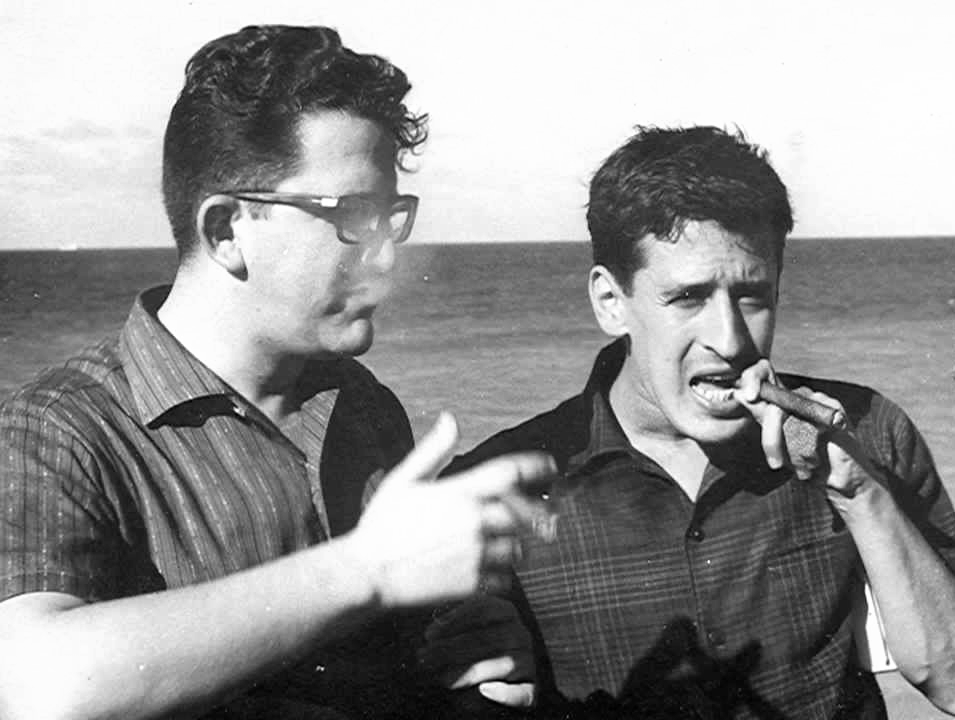
Heberto Padilla (à gauche) en compagnie du poète Roque Dalton à La Havane en 1966.

Heberto Padilla, né le 20 janvier 1932 à Cuba et mort le 25 septembre 2000  à Auburn (États-Unis) est un poète cubain. 

## Biographie
Né à Puerta de Golpe, Pinar del Río, il y suit ses études élémentaires et secondaires puis il étudie le droit à l'université de La Havane, mais ne termine pas son cursus. Il quitte Cuba de 1949 à 1952 puis de 1956 à 1959, pour vivre aux États-Unis. Après le début de la révolution de 1959, il rejoint son île et soutient les insurgés.
Son premier recueil de poèmes, Las rosas audaces, fut publié en 1948. Il épousa Belkis Cuza Malé (en) en 1967, avec laquelle il soutint la révolution menée par Fidel Castro, avant de s'opposer au nouveau gouvernement. Accusé d'avoir produit des « écrits subversifs », dont notamment son anthologie Fuera del Juego (littéralement « hors du jeu ») qui critiquait le régime de La Havane, il fut emprisonné en 1971 et contraint à une autocritique publique,. 
Celle-ci s'effectue devant les membres de l’Union nationale des écrivains et artistes de Cuba. René Depestre indique : « Il a fait une confession absolument lamentable. Ce n'était pas lui : les agents de la sécurité publique lui ont fait lire le texte. J'ai été témoin de cette injustice. À la fin de la réunion, j'ai pris la parole pour défendre Padilla ». Libéré, il est placé en résidence surveillée. 
Son épouse et son fils Ernesto Padilla (en), né en 1972, furent autorisés à quitter Cuba et à se réfugier aux États-Unis en 1979. L'affaire Padilla provoqua l'engagement de nombreux intellectuels comme l'écrivain Mario Vargas Llosa, le philosophe Jean-Paul Sartre ou l'écrivain Julio Cortazar, qui avaient pourtant soutenu la révolution de Fidel Castro,. En réponse, les autorités cubaines décident de supprimer des bibliothèques de Cuba les œuvres des écrivains latino-américain et européen qui s'opposaient au traitement de Padilla. Heberto Padilla n'est totalement libéré qu'en 1980. Il rejoignit sa famille à Princeton dans le New Jersey, et enseigna à l'université de Princeton, puis à l'université d'Auburn en Alabama.
En 1983, il témoigne dans le film documentaire Mauvaise Conduite concernant la réalité des unités militaires d'aide à la production mises en place par le régime castriste pour enfermer les Cubains qualifiés d'asociaux. Il publia son dernier roman En mi jardín pastan los héroes en 1984, qui évoque la vie des écrivains dissidents à Cuba. Ses mémoires La mala memoria sont parues en 1990 et reviennent sur sa vie passée à Cuba.